# Geometer
En geometer (eller (mindre korrekt) geometriker) er en videnskabsmand der beskæftiger sig med geometri. Betegnelsen bruges hovedsagelig om historiske forhold, sjældnere om en nulevende person.
I en mere bogstavelig betydning af ordet, bruges geometer også om en landmåler.